# Andrómeda (mitología)

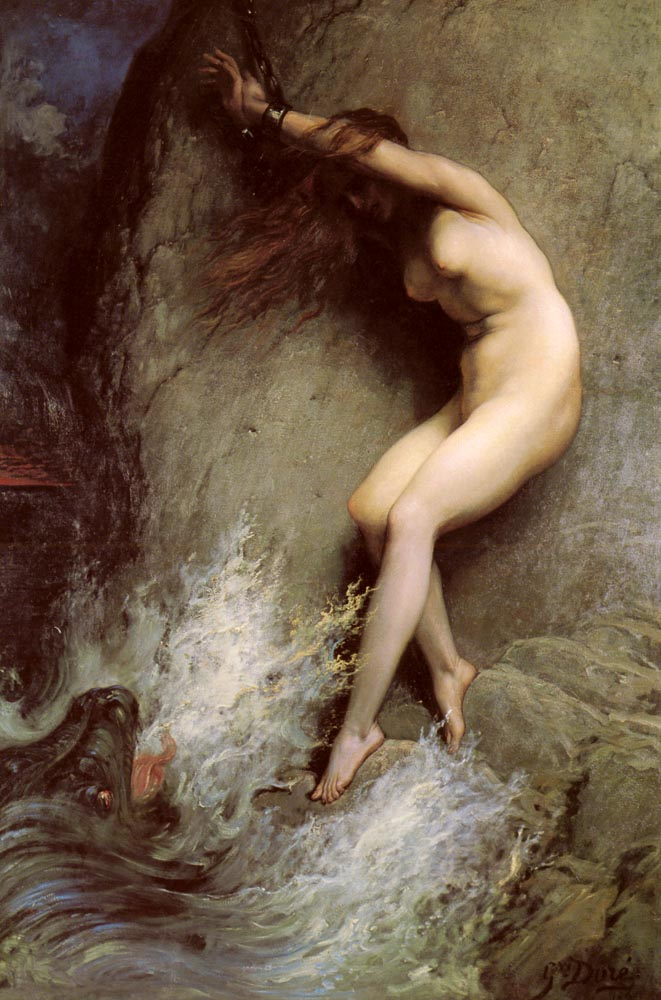
Andrómeda encadenada a una roca, óleo de Gustave Doré (1832-1883).

En la mitología griega, Andrómeda (en griego antiguo Ἀνδρομέδα, «gobernante de los hombres») era hija de los reyes míticos de Etiopía, Cefeo y Casiopea, además de ser la esposa de Perseo y madre de siete hijos.

## Historia
La madre de Andrómeda, Casiopea, había cometido hybris al presumir de que su belleza, o la de su hija, superaba a la de las Nereidas. Esto provocó la furia de Poseidón, protector de estas últimas, así que decidió inundar la tierra y enviar a un monstruo marino, el ceto, para que acabase con los hombres y el ganado. Cefeo, padre de Andrómeda, sabía por el oráculo de Amón cuál era la única solución: entregar a su hija al monstruo. En consecuencia, sus súbditos le obligaron a encadenarla a una roca, desnuda con excepción de ciertas joyas.
Perseo, que tras matar a Medusa había recibido como obsequio, de unas ninfas (identificadas con las Hespérides), unas sandalias aladas, la vio encadenada y se enamoró de ella, ofreciéndole unas dulces palabras. Bajó hasta la playa para hablar con Cefeo y Casiopea para pedir la mano de la joven a cambio de acabar con el monstruo. Los reyes, a regañadientes, aceptaron y Perseo, con la cabeza de Medusa —que convertía en piedra a quien la mirara—, acabó con el monstruo y lo convirtió en un coral. El héroe creía que su boda con la joven sería inminente, pero había un problema: la madre de Andrómeda había prometido ya a su hija con el príncipe Fineo, que era además tío de la joven, por lo que Perseo tuvo que luchar contra él y todo su séquito. De nuevo, utilizó la cabeza de Medusa y consiguió casarse con su amada.
Andrómeda siguió a Perseo hasta la isla de Sérifos. Más tarde la pareja se trasladó a Tirinto (Argos) y tuvieron una hija, Gorgófone, y seis hijos, conocidos como los Perseidas: primero Perses y luego Alceo, Méstor, Heleo, Electrión y Esténelo. El mismo Apolodoro nos dice que de su primer hijo, Perses, descienden los reyes de Persia. Sus descendientes gobernaron Micenas desde Electrión hasta Euristeo —de quién obtuvo la corona Atreo—, pasando por el mismísimo Heracles.
Cuando Andrómeda murió, la diosa Atenea la situó entre las constelaciones del cielo del norte, cerca de su marido y su madre, Casiopea. Es representada en el cielo del hemisferio norte por la constelación Andrómeda, que contiene la galaxia de Andrómeda.
Sófocles y Eurípides escribieron varias tragedias a partir de la historia y sus incidentes fueron representados en numerosas obras de arte antiguas.

### En la literatura y el teatro

Diseño para el escenario de la obra de Corneille Andromède (1650)

### En las artes plásticas

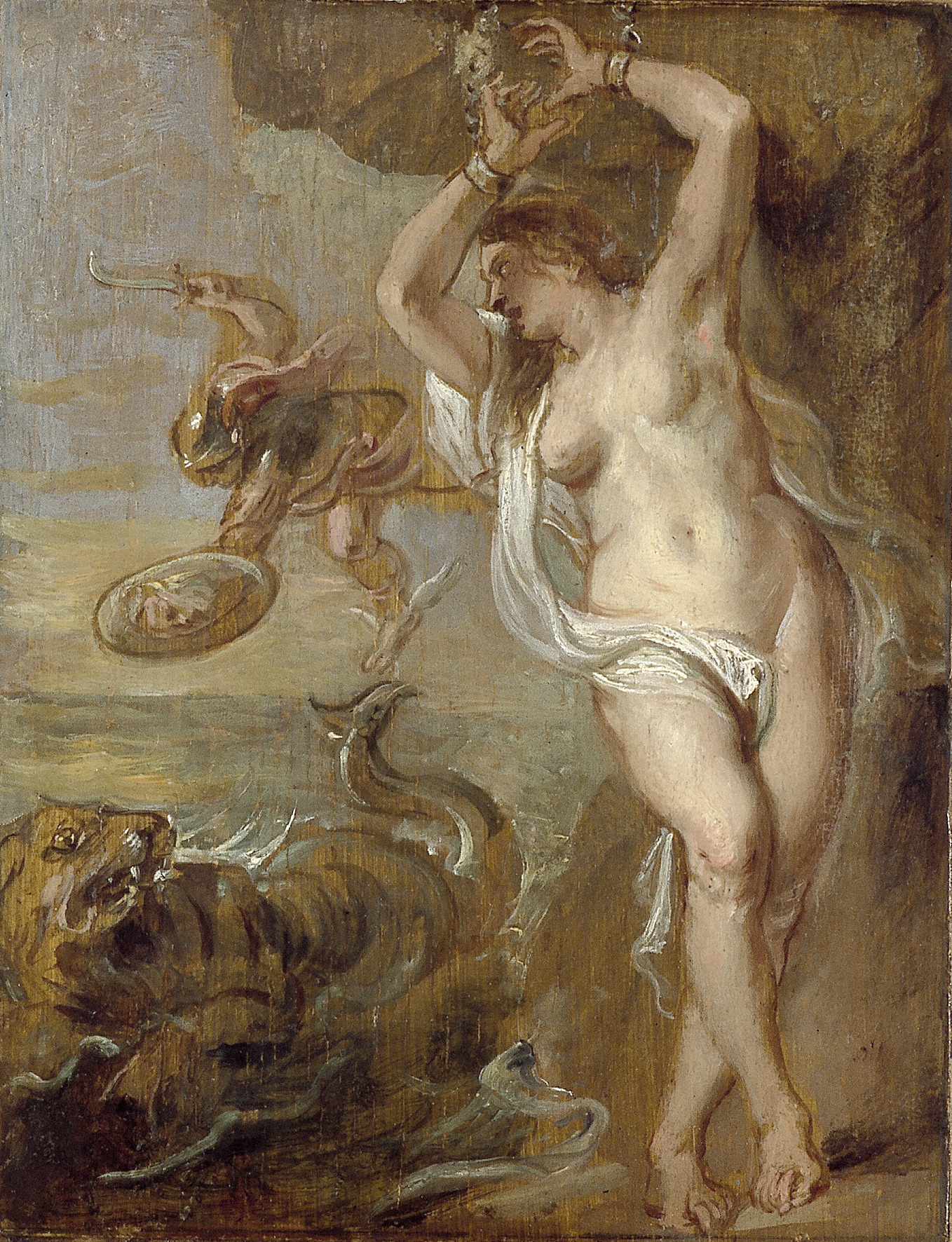
Perseus en Andromeda - NK3577 - Museum Boijmans Van Beuningen

### En el cine

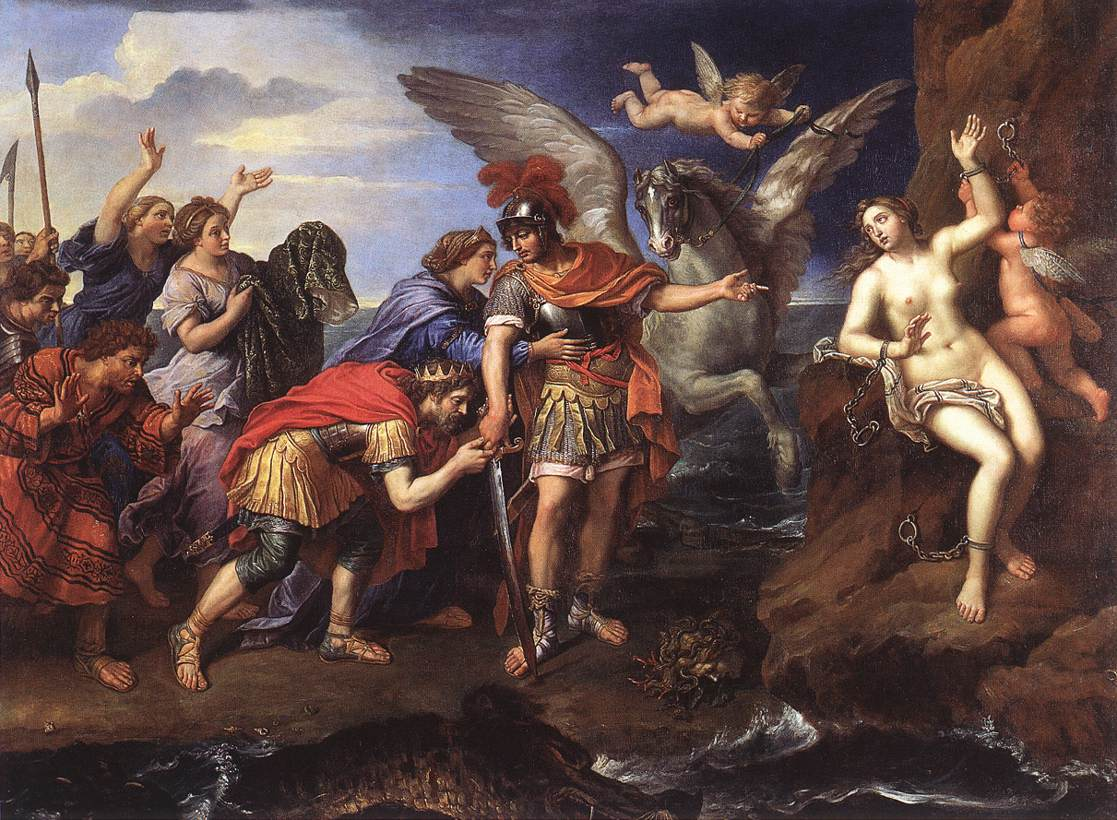
Andrómeda y Perseo por Mignard, 1679.